# Kowalewo-Sołectwo
Kowalewo-Sołectwo – wieś w Polsce położona w województwie wielkopolskim, w powiecie słupeckim, w gminie Słupca.
W latach 1975–1998 miejscowość administracyjnie należała do województwa konińskiego.
We wsi znajduje się zabytkowy wiatrak koźlak z poł. XIX w. (nr rej.: 381/123 z 10.12.1984 r.) [- wymaga zweryfikowania]